# Audovera
Audovera, död 580, var drottning av Neustrien 561–567, gift med kung Chilperik I.
Hon uppges ha varit född i en aristokratisk familj, men det är allt som är känt om hennes bakgrund. Hon gifte sig med Chilperik 549. Hon hade en tjänare eller slav, Fredegund, som blev hennes makes älskarinna. 
År 567 ägde dopet av Audoveras dotter Childesinda rum i kungens frånvaro. Kungens älskarinna, Audoveras tjänare Fredegund, arrangerade saken så att Audovera kom att bära fram sin dotter i dopet, och därmed bli sin egen dotters gudmor. Enligt kyrklig lag blev nu hennes äktenskap automatiskt förklarat annulerat, på grund av förbudet för en kristen att gifta sig med sitt barns gudförälder. När Chilperik I återvände, informerades han om vad som skett av Fredegund. Han lät då förskjuta Audovera och fängsla henne i ett kloster. 
Audovera mördades 580 i sitt kloster av Fredegund.